# Loučná nad Desnou-Filipová
Loučná nad Desnou-Filipová – przystanek kolejowy w Loučná nad Desnou, w kraju ołomunieckim, w Czechach Znajduje się na wysokości 445 m n.p.m.
Na przystanku nie ma możliwości zakupu biletów, a obsługa podróżnych odbywa się w pociągu. 

## Linie kolejowe
- 293 Šumperk - Kouty nad Desnou/Sobotín